# Salustiano Lezama
Salustiano Lezama, nacido como Pedro Manuel Salustiano de Lezama Carballido (Montevideo, Provincia Oriental del Río de la Plata, ca. 1825–provincia de Buenos Aires, Argentina, 1868), fue un comerciante, estanciero, hacendado y funcionario argentino que a consecuencia de las guerras civiles y la separación del Estado de Buenos Aires del resto de la confederación, fue elegido en 1856 como primer concejal de la recién fundada municipalidad del partido de Chascomús, y luego de ser reelegido varias veces hasta la unión nacional, pasó a residir en su estancia del partido de Tordillo en 1867, en donde hizo una petición junto a una treintena de vecinos rurales al gobernador bonaerense Adolfo Alsina para que instalaran una escuela pública más cercana a la de la localidad de Dolores del vecino partido homónimo.

## Biografía hasta el origen de la empresa familiar montevideana

### Origen familiar y primeros años
Salustiano Lezama había nacido hacia 1825 en la ciudad de Montevideo, capital de la Provincia Oriental que en ese entonces había sido reincorporada a las Provincias Unidas del Río de la Plata, ya que luego de la Invasión luso-brasileña en 1816 fuera ocupada por los mismos y a raíz de la independencia del Imperio portugués como Provincia Cisplatina fuera anexionada por el incipiente Imperio del Brasil.
Por lo que en el año de su nacimiento fue recuperada la provincia gracias a la Cruzada Libertadora de los Treinta y Tres Orientales, que fuera financiada por los ricos comerciantes argentinos Miguel Riglos, Julián Panelo de Melo, Félix de Álzaga, Juan Pedro Aguirre, Juan Manuel de Rosas y algunos más, lo que provocó la Guerra del Brasil, la huida de otros ricos comerciantes extranjeros como el hispano-catalán Antonio Nin y Soler y su familia, pero atrajo a otros emprendedores como el germano Fernando Ernesto Nebel, un joven empresario radicado en Buenos Aires.
Era hijo del vizcaíno-español José Ramón de Lezama Garay (n. Baracaldo, ca. 1790) y de su esposa y concuñada Manuela Carballido (n. ca. 1805), y tenía un hermano menor, el comerciante uruguayo Luis de Lezama Carballido (n. ib., ca. 1840) que se casaría con María Hermila Centeno del Campillo para concebir a un único hijo, el médico Luis Paulino Lezama Centeno.
Sus dos tíos maternos eran Jorge Carballido y su hermana María del Carmen Carballido Bayolo que se casó en Montevideo el 25 de septiembre de 1814 con Manuel de Lezama Garay (n. ca. 1798), quienes siendo vecinos de extramuros de Montevideo hipotecaron una finca en el paraje Juego de Pelota a favor del gallego-español Francisco Soneyra el 26 de agosto de 1824 y cuya operación la cancelaron en junio de 1830. Estos dos y la citada Manuela, eran los tres hijos de Ignacio Carballido y de su esposa Lucía Bayolo.
Los seis primos hermanos, a través del tío paterno Manuel y la tía materna María del Carmen ya nombrados, fueron el primogénito Román de Lezama Carballido (n. Montevideo, ca. 1816), el segundogénito Pedro (n. ib., ca. 1819), el tercero era Vicente Lezama (n. ib., ca. 1822) que se casó con Cipriana Álvarez y fueron padres del homónimo Salustiano Lezama Álvarez (n. Chascumús, 5 de septiembre de 1864), el cuarto primo era Clodomiro (n. ib., ca. 1825), seguido por las dos menores, Isabel de Lezama Carballido y Ramona de Lezama (n. ib., ca. 1837).
Era nieto paterno de los ricos comerciantes vasco-españoles José de Lezama y Vitoria (n. Baracaldo de Vizcaya, ca. 1750) y de su esposa Isabel de Garay (n. ib., ca. 1760) quienes migraron en el año 1800 al Virreinato del Río de la Plata con sus hijos Francisco de Lezama Garay (n. ib., ca. 1780) y los ya citados Manuel (n. ib., 1785) —ambos eran los tíos paternos de Salustiano— y José Ramón, siendo estos tres los primos hermanos del alcalde salteño colonial Francisco Asensio de Lezama y por ende, tíos segundos del rico hacendado argentino José Gregorio de Lezama.
Sus bisabuelos paternos por la vía masculina eran los hispano-vascos Asensio de Lezama y Ezcurra (n. Baracaldo, ca. 1701) —cuyos padres eran Antonio Lezama Ayalde y María de Ezcurra Berrotegui— y su esposa Juana Agustina de Vitoria y Gochi (n. Bilbao-Abando, e/ junio y 20 de septiembre de 1705) —cuyos progenitores eran Juan José de Vitoria y de la Camex y su cónyuge María de Goichi Goicoechea y Landaeta de la Puente— y quienes se habían casado en Baracaldo el 3 de mayo de 1734.

### Empresa familiar luego de la Revolución de Mayo
Cuando ocurrió la Revolución de Mayo en Buenos Aires, los padres, tíos y abuelos citados pasaron a ser propietarios de una compañía comercial familiar en la ciudad de Montevideo del entonces gobierno político-militar homónimo, durante el mandato del general Francisco Javier de Elío, y que a su vez formaba parte de la entonces superintendencia bonaerense.
El 31 de agosto de 1810 el Consejo de Regencia de España e Indias y confirmado luego por la Junta de Cádiz nombró a Elío como virrey del Río de la Plata, por lo cual intentó ser admitido por el Cabildo porteño que desconoció su autoridad, por lo que se instaló en Montevideo proclamándose virrey con sede en esta ciudad el 19 de enero de 1811, pero el doctor Miguel Mariano de Villegas como síndico-procurador general del Cabildo de Buenos Aires y asesor privado del gobierno en representación de la Junta Grande de las Provincias Unidas del Río de la Plata, firmó el 22 de enero del citado año la nota en que formalmente rehusó reconocerlo como virrey.
De esta forma, la población rural del resto de la Banda Oriental también rechazó su autoridad el 27 de febrero, lo que se conocería como Grito de Asencio que fue comandado por el capitán luso-brasileño Pedro José Viera, quien había sido héroe de Buenos Aires contra las Invasiones Inglesas, y que luego fue apoyado por el entonces teniente coronel José Gervasio de Artigas.
Mientras tanto el territorio del gobierno de Montevideo seguía siendo realista hasta mediados de 1812, a excepción de la capital —que continuaría un par de años más perteneciendo al Imperio español hasta el fin del sitio de Montevideo (1812-1814) bajo el gobierno del director supremo rioplatense Gervasio Antonio de Posadas— y en el mismo año la empresa familiar Lezama seguía expandiéndose, ya que poseía cinco tiendas valoradas en 26.569 pesos de plata, o bien 212.552 reales, atendidas por los tres hermanos socios: Francisco, Manuel y Jósé Ramón ya citados —este último sería el padre de Salustiano Lezama— y además las dos restantes por dos mozos habilitados.

## Comerciante porteño y primer municipal de Chascomús

### Comerciante de la ciudad de Buenos Aires
Su primo segundo salteño Gregorio de Lezama «Goyo», que amasaría una gran fortuna, hacía frecuentes viajes a la República de Bolivia para exportar ganado e invertir en orfebrería y objetos de gran valor para su venta en las ciudades argentinas de Córdoba, Paraná y Buenos Aires, y gracias a su puerto también eran embarcados y dirigidos al entonces Reino de Francia. También había comprado campos en la provincia de Buenos Aires en 1847, en cuya capital se casó en primeras nupcias con Carolina de Álzaga en 1849, luego compró otros campos en 1850 y nuevamente en 1852.
En dichas actividades comerciales y agropecuarias, Pedro Manuel Salustiano Lezama Carballido, que se casó en Montevideo hacia 1853 y se instaló con su esposa en Buenos Aires adonde nacería su hija Isabel al año siguiente, y junto a sus otros primos segundos José Ramón y su hermano Pedro José de Lezama Quiñones, acompañaban al primo Goyo en sus actividades y lo apoyaban en sus labores comerciales, altruistas y filantrópicas por todo el suelo argentino.

### Concejal del partido de Chascomús
Hacia mediados del siglo XIX la única autoridad del partido de Chascomús que había era el de juez de paz —en 1808 se había creado la alcaldía de hermandad de Chascomús y el primer elegido para ocupar el puesto había sido Juan Lorenzo Castro, y al ser sustituida por un juzgado de paz el 22 de enero de 1822, el primero en ocupar el cargo había sido Julián Carmona— pero cuando se inició la guerra entre la Confederación Argentina y el Estado de Buenos Aires en 1852, en el contexto de las guerras civiles argentinas, fue que se promulgó la ley de municipalidades el 16 de octubre de 1854.

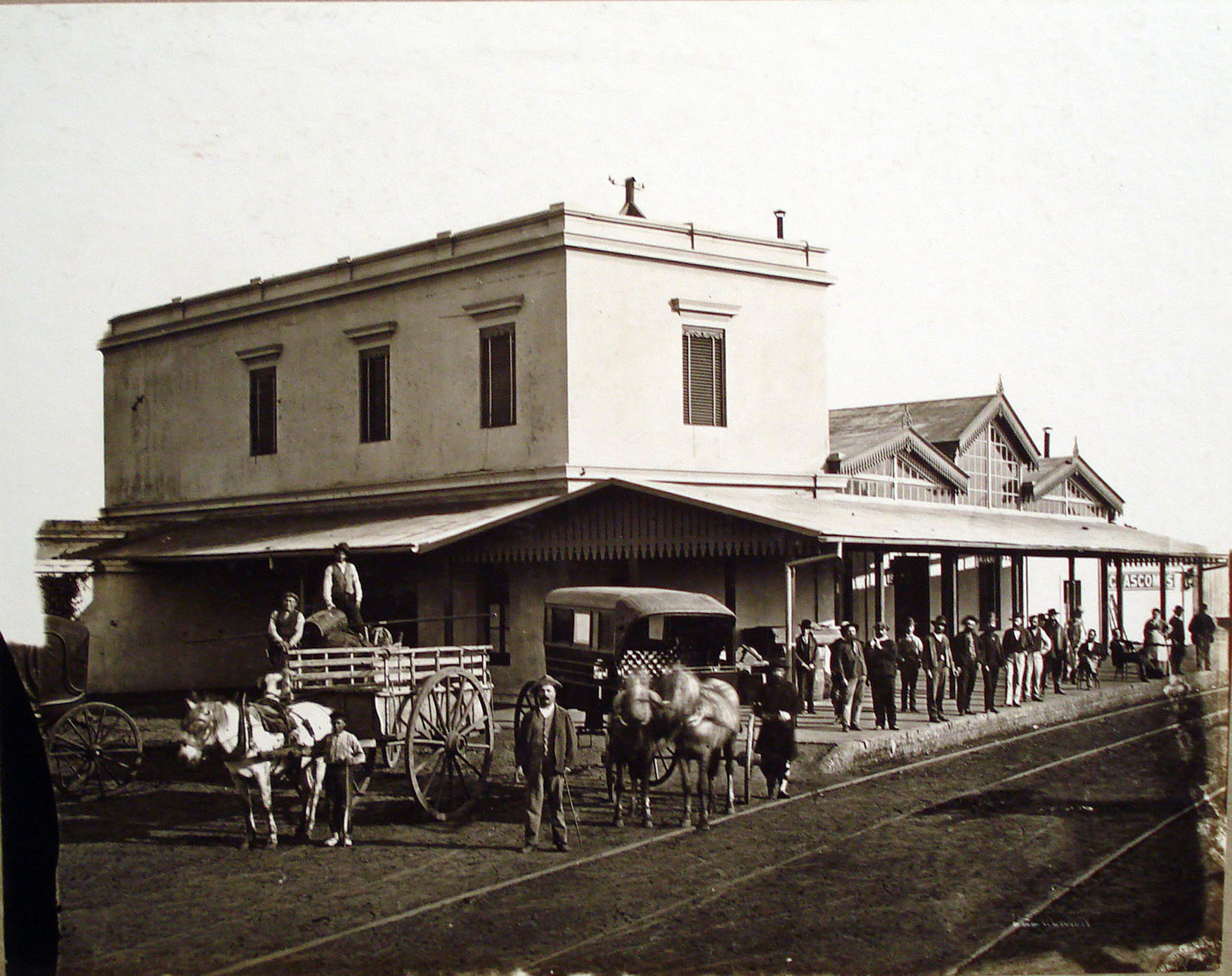
La Estación Chascomús (foto de 1875).

Como Salustiano Lezama era propietario de estancias en el de Chascomús y en los sureños vecinos partidos de Tordillo y de Castelli, fue elegido como primer concejal de la misma el 27 de enero de 1856 junto a otros tres más, siendo estos Pedro Roca, Miguel Castelli y Ermindio Machado, además de los suplentes Dionisio Román y Eustaquio Mendoza.
Durante la gestión municipal de Salustiano, la ciudad dejaría su aislamiento con la llegada del ferrocarril, ya que el 15 de diciembre de 1865 se inauguró la estación Chascomús.

## Hacendado de la provincia de Buenos Aires y deceso

### Residencia en la estancia del partido de Tordillo
Luego de haber sido reelegido varias veces como concejal hasta 1866, ya pasados cinco años de terminada dicha guerra civil, el hacendado Salustiano Lezama se trasladó con su familia al vecino partido de Tordillo y el 1 de enero de 1867 en el asilo rural de las afueras de la localidad de General Conesa, firmó con su esposa una petición al gobernador bonaerense Adolfo Alsina para que se instalase una escuela pública mixta en estos nuevos partidos.
Los acompañaron en la firma su primo Vicente Lezama y su mujer Cipriana Álvarez, el rico hacendado Martín Gregorio de Álzaga —que estaba casado con la hermosa joven Felicitas Guerrero, y fuera un hermano, entre otros, de María Carolina y de Ángela Isaura, hijos del general Félix de Álzaga y nietos del último alcalde porteño colonial Martín de Álzaga— además de Adelina C. de Castro, Benita Castro, Luis Castro y Federico Martínez de Hoz —padre de su homónimo, el futuro gobernador bonaerense Federico Martínez de Hoz— y unas treinta y dos personas más residentes de dichos partidos de Tordillo y Castelli, ya que ambos carecían de un centro de población importante, porque a la mayoría de las familias les era imposible llevar a sus hijos a las escuelas de la localidad más cercana de Dolores, cabecera del vecino partido homónimo.

### Fallecimiento
Finalmente el hacendado Salustiano Lezama habría fallecido en el año 1868 en alguna parte de la provincia de Buenos Aires, la cual conforma con otras a la República Argentina.

## Matrimonio y descendencia
El hacendado Pedro Manuel Salustiano de Lezama Carballido se había unido en matrimonio en Montevideo hacia 1853 con Isolina David Castro (n. ¿Montevideo?, ca. 1835), una hermana del comerciante uruguayo Augusto David que se casaría hacia 1863 con la española Consolación Lara.
Fruto del enlace entre Salustiano de Lezama y su esposa Isolina David nacieron tres hijos:
- Isabel Lezama Castro[25] (Buenos Aires, 10 de enero de 1854-La Plata, 1921)[2][m] que se crio desde 1857 con su primo lejano Maximiliano Lezama en la casona de la nueva quinta familiar de Buenos Aires de su tío tercero viudo José Gregorio de Lezama y su cuñada y futura segunda esposa Ángela Isaura de Álzaga, y hacia 1880 se casó con el escribano público Francisco Juan Silva Campero, que era un hermano entre otros tres del doctor en medicina Antonio Manuel Silva e hijos de Antonio da Silva que había nacido en el año 1811 en Barcelos de Portugal, que conformaba a la España napoleónica durante el Primer Imperio francés, y que durante la guerra civil portuguesa se radicó en las Provincias Unidas del Río de la Plata desde 1833, y de su esposa Juana Campero (n. Buenos Aires, 1815),[n] una pariente de los marqueses del Valle del Tojo, del gobernador colonial tucumano Juan Manuel Fernández Campero y también pariente[o] y madrina[p][q] del futuro presidente argentino Hipólito Yrigoyen.[r] Fruto del matrimonio nacieron seis hijos, siendo el tercero el veterinario-agrónomo Antonio Manuel Silva Lezama (Buenos Aires, 31 de diciembre de 1887-La Plata, 16 de octubre de 1966)[25] quien como hacendado también administraba los campos del partido de Dolores de su familia política Álzaga,[25][30] además de haber sido profesor y director de la «Escuela de Fruticultura de la Nación»,[25] editor de libros de granja con capítulos de apicultura,[31][32] autor de pinturas al óleo que firmaba como Anton de Vasil y una personalidad dentro del partido político UCR, y se enlazaría en primeras nupcias con Lucrecia Núñez Monasterio[25][33][s] —una tataranieta del rico comerciante Martín José de Monasterio, regidor del Cabildo de Buenos Aires en 1807 y héroe durante las Invasiones Inglesas— y con quien tuvo cinco hijos, y al enviudar se unió en segundas nupcias después de 1955 con María Salomé Gerding.[25]

- Salustiano Augusto Lezama Castro[2] (n. Chascomús, 15 de mayo de 1865) que fue bautizado el 22 de junio de 1865 en la iglesia de Nuestra Señora de la Merced de Chascomús.[k]

- José Luis Lezama (n. 1866) que fue bautizado en 1867.[k]